# سیارک ۱۹۹۹۴
سیارک ۱۹۹۹۴ (به انگلیسی: 19994 Tresini، نامگذاری:1990TJ15) نوزده هزار و نهصد و نود و چهارمین سیارک کشف شده‌است که در ۱۳ اکتبر ۱۹۹۰ کشف شد.
قدر مطلق سیارک برابر ۲۸٫۲ است.